# Corynomalus perforatus
Corynomalus perforatus är en skalbaggsart som beskrevs av Gerstaecker 1857. Corynomalus perforatus ingår i släktet Corynomalus och familjen svampbaggar. Inga underarter finns listade i Catalogue of Life.